# Textus Receptus

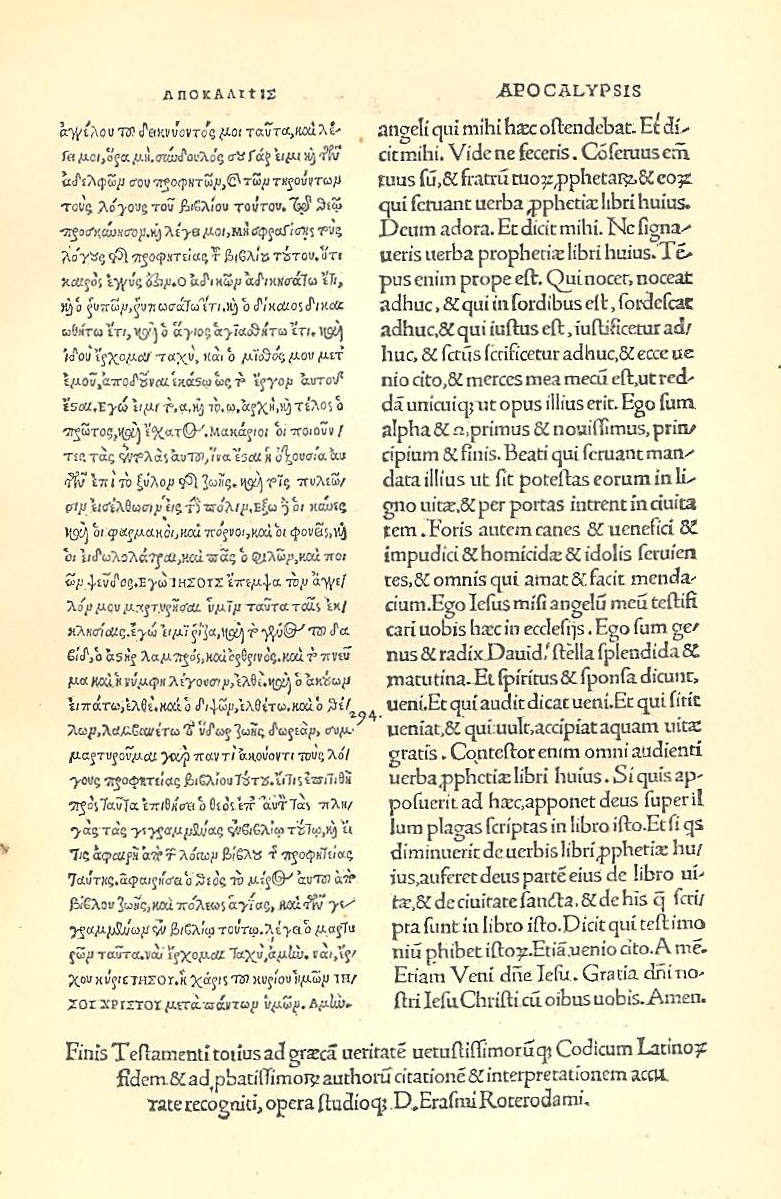
Textus Receptus de Erasmo em grego e latim.

Textus Receptus (Texto Recebido ou TR), é a denominação dada a uma série de textos do Novo Testamento em grego impressos do século XVI ao XIX, que serviu de base para diversas traduções da Bíblia, como a Bíblia de Lutero, a Bíblia Rei Tiago ou King James e para a maioria das traduções do Novo Testamento da Reforma Protestante, inclusive a tradução portuguesa por João Ferreira de Almeida.
O Textus Receptus não é um só texto, mas uma família textual.
O Textus Receptus tem sua origem em alguns manuscritos do texto-tipo Bizantino, por isso muitas vezes são confundidos como se fossem o mesmo texto. Porém, há algumas diferenças entre o Textus Receptus e o Texto Bizantino (por exemplo: Atos 8:37 e 1 João 5:7-8. Portanto, o TR não deve ser confundido com o Texto Bizantino ou Majoritário.

## Origem do nome
A denominação "Textus Receptus", tem sua origem no prefácio da edição de 1633 dos irmãos Bonnaventura e Abraão Elzevir que diz em latim: "Textum ergo habes nunc ab omnibus receptum, in quo nihil immutatum aut corruptum damus" (em tradução livre: Tens, portanto, o texto agora recebido por todos, no qual nada oferecemos de alterado ou corrupto). As palavras "textum" e "receptum" foram utilizadas no caso nominativo para formar "Textus Receptus".

## História
Durante o primeiro século após a ressurreição de Cristo, os primeiros cristãos escreveram e fixaram as palavras e eventos acerca de Jesus Cristos e seus primeiros adeptos. O resultado foi um conjunto de cartas e livros. Essas cartas e esses livros foram copiados em grego koiné e recopiados através dos séculos e distribuídos por todo o mundo. No processo de composição e cópia dos manuscritos surgiam variantes.
No Renascimento, com o avanço da crítica filológica, nasceu um interesse de comparar as cópias manuscritas para produzir uma edição impressa do Novo Testamento. 

#### Edições impressas
O Textus Receptus é na verdade uma família de edições de textos. Como não restaram nenhum original autógrafo e também no processo de composição dos textos bíblicos geralmente levava vários anos, às vezes com copistas desenvolvendo paralelamente o mesmo texto, surgem famílias textuais.
A primeira edição deste texto foi executada pelo teólogo, padre católico, intelectual, filósofo, humanista e estudioso Erasmo de Roterdão em 1516, o Novum Instrumentum omne. Erasmo usou seis manuscritos gregos recentes (séc. XII em diante) disponíveis em Basileia, porém, alguns versos em Apocalipse ele traduziu da Vulgata Latina, devido a falta de manuscritos. Portanto, trata-se de uma edição crítica, embora limitada a poucos manuscritos recentes, do Novo Testamento em grego e segue leituras do Texto Bizantino tardio.
Este NT teve posteriormente várias outras edições publicadas (1522,1527 e 1535) tanto pelo próprio Erasmo, como por Beza em 1598, Estienne, e pelos Elzevirs, entre outros.
As edições consideradas como as principais representantes do Textus Receptus são as edições de Estienne de 1550 (a terceira) e a edição dos Elzevirs de 1633.
Em 1894 a Cambridge University Press publicou a revisão do Textus Receptus Frederick Henry Ambrose Scrivener da edição de Beza. Essa edição crítica eclética é hoje adotada pela Sociedade Bíblica Trinitária. 
Dentre a primeira edição de Erasmo em 1516 e a edição dos Elzevirs em 1633, há uma diferença de cerca de 300 palavras em 140.000 que compõem o Novo Testamento. Da edição de Beza para a edição de Scrivener divergências em 190 lugares.

#### O uso largo do Texto Recebido
O Textus Receptus foi utilizado para a criação de várias outras traduções da Bíblia para várias outras línguas, como as Bíblias de Lutero em 1522, a de Tyndale em 1526, e a do rei James em 1611, e também para a tradução de João Ferreira de Almeida para o português em 1681. O Textus Receptus, diretamente ou através de uma de suas traduções, foi aceito pelas igrejas protestantes após a Reforma, e que esta posição se manteve intocável, no Brasil, até meados do século XX.

#### O Texto Recebido hoje
A partir do final do século XIX, com publicação do texto de manuscritos mais antigos do Novo Testamento, a maioria das traduções bíblicas usa os chamados textos críticos, isto é, estabelecidos através da crítica textual e baseados principalmente nos Códex Sinaiticus e Vaticanus, não sem controvérsia daqueles que ainda preferem o Textus Receptus.
Atualmente o Textus Receptus é defendido por uma minoria de estudiosos, geralmente às margens dos estudos bíblicos acadêmicos. A Sociedade Bíblica Trinitária e Sociedade Bíblica Trinitária do Brasil e seus associados são os principais defensores do Textus Receptus. Nos dias de hoje, uma tradução da Bíblia que continua mantendo exclusivamente o Textus Receptus como base do Novo Testamento, é a Bíblia Almeida Corrigida Fiel (ACF) publicada pela Sociedade Bíblica Trinitária do Brasil (SBTB), revisto com base na King James e no Textus Receptus de Scrivener, portanto, diferindo das traduções dos Reformadores e da Almeida Original. As outras Almeidas, que são publicadas pela Sociedade Bíblica do Brasil (SBB), passaram a se basear no Texto Crítico ou em ambos os textos, em alguns pontos, como a Almeida Revista e Corrigida (ARC).[carece de fontes?]

#### Comparações
Há uma outra escola de pensamento que produz um texto similar ao Textus Receptus, trata-se do "Texto Majoritário" . O Texto Majoritário é uma construção estatística que não corresponde exatamente a nenhum manuscrito conhecido. Mais de 5.500 de manuscritos gregos do Novo Testamento sobreviveram até os dias atuais, a maior parte do final da Idade Média. O grande número desses manuscritos (c. 80%) apoia a chamada tradição textual bizantina ("bizantina" porque veio do mundo falante do grego da época). Por serem a maioria (c. 80%) dos manuscritos do NT, é chamado de Texto Majoritário. Esses manuscritos bizantinos formaram a base para as edições impressas, no século XV, do chamado Textus Receptus.Chega-se a isso comparando todos os manuscritos conhecidos uns com os outros e derivando deles as leituras que sejam mais numerosas do que quaisquer outras. Existem dois textos do Texto Majoritário, o de Hodges & Farstad de 1982 e o de Pierpont & Robinson de 1991. 
Ainda relacionado com o Textus Receptus há o The Greek New Testament According to Family 35 ou o Family Kr. Este grupo foi identificado por Hermann von Soden no final do século XIX. De acordo com Soden, a Família Kr o é o resultado de uma tentativa do início do século XII de criar um texto unificado do Novo Testamento. Trata-se de uma cópia foi controlada e a precisão é inigualável na história da transmissão do texto do Novo Testamento. O texto Kr ganhou popularidade e se tornou o texto grego mais copiado do final da Idade Média. Com base na localização atual da maioria dos membros do grupo, parece ter se originado na área de Constantinopla ou Monte Atos. . Os eruditos bíblicos Wilbur Pickering e Marcelo argumentam a primacia dessa família textual. 
Há 1005 diferenças entre o Textus Receptus e o Texto Majoritário. O Textus Receptus (precisamente a edição de Stephanus 1550) difere do Texto-tipo bizantino em 320 versos (79%). Apenas 85 versos (21%) são completamente idênticos. O Texto Majoritário na edição de Robinson e Pierson (2005) difere em cerca de 1800 lugares do Textus Receptus. A edição do Texto Majoritário de Zane C. Hodges e Arthur L. Farstad de 1982 difere do Textus Receptus em cerca de 2.000 lugares. Para efeito de comparação: a edição da Nestlé-Aland e o Textus Receptus difere em cerca de 6.500 lugares. 

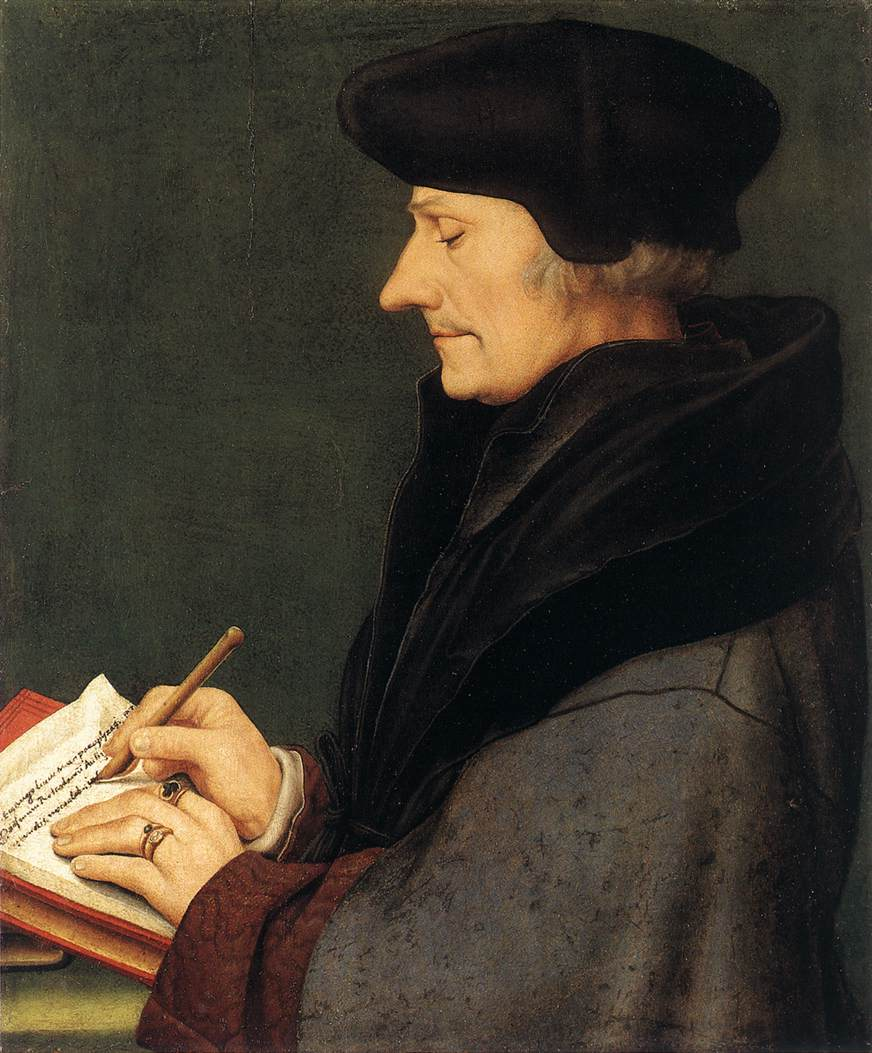
Erasmo, por Hans Holbein, o Jovem.